# Vaugneray
Vaugneray è un comune francese di 5 305 abitanti situato nel dipartimento del Rodano della regione Alvernia-Rodano-Alpi.

## Storia
Il 1º gennaio 2015 ha assorbito il vicino comune di Saint-Laurent-de-Vaux.

## Società

### Evoluzione demografica
Abitanti censiti